# Champán Pommery
El Champagne Pommery es una casa de Champagne ubicada en Reims y fundada en 1836. Pommery es una de las casas de champán que deben su existencia y éxito a una viuda.

## Historia
Orígenes y fundación
La historia del champagne Pommery se remonta a 1836, cuando se fundó en Reims la casa de negocios Dubois-Gossart (o Dubois-Gosset según las fuentes). Un año después, el Sr. Gossart dejó su lugar a Joseph-Narcisse Greno (1810-1892), un viajero y comerciante de la empresa, para crear la casa Dubois & Greno. En 1839, el Sr. Dubois falleció y André Wibert le sucedió. Greno y Wibert fundaron la sociedad en nombre colectivo (S.N.C.) Wibert & Greno, que se dedicaba al comercio de vinos finos de Champagne y debía expirar el 1 de agosto de 1854. El 16 de septiembre de 1854, la sociedad, que celebraba sus 15 años, fue prorrogada por 3 años más hasta el 1 de agosto de 1857, probablemente para encontrar un comprador.
Efectivamente, el 16 de julio de 1856, Alexandre Louis Pommery (1811-1858), un comerciante de lana instalado en el número 7 de la calle Vauthier-le-Noir, cerca de la catedral, llevó a cabo una completa reconversión de su actividad al adquirir por 60.000 francos la participación de André Wibert, quien se retiraba del negocio. Así nació la empresa Pommery & Greno, cuyo objetivo social era el comercio y la producción de champagne.

### Madame viuda Pommery y los Polignac

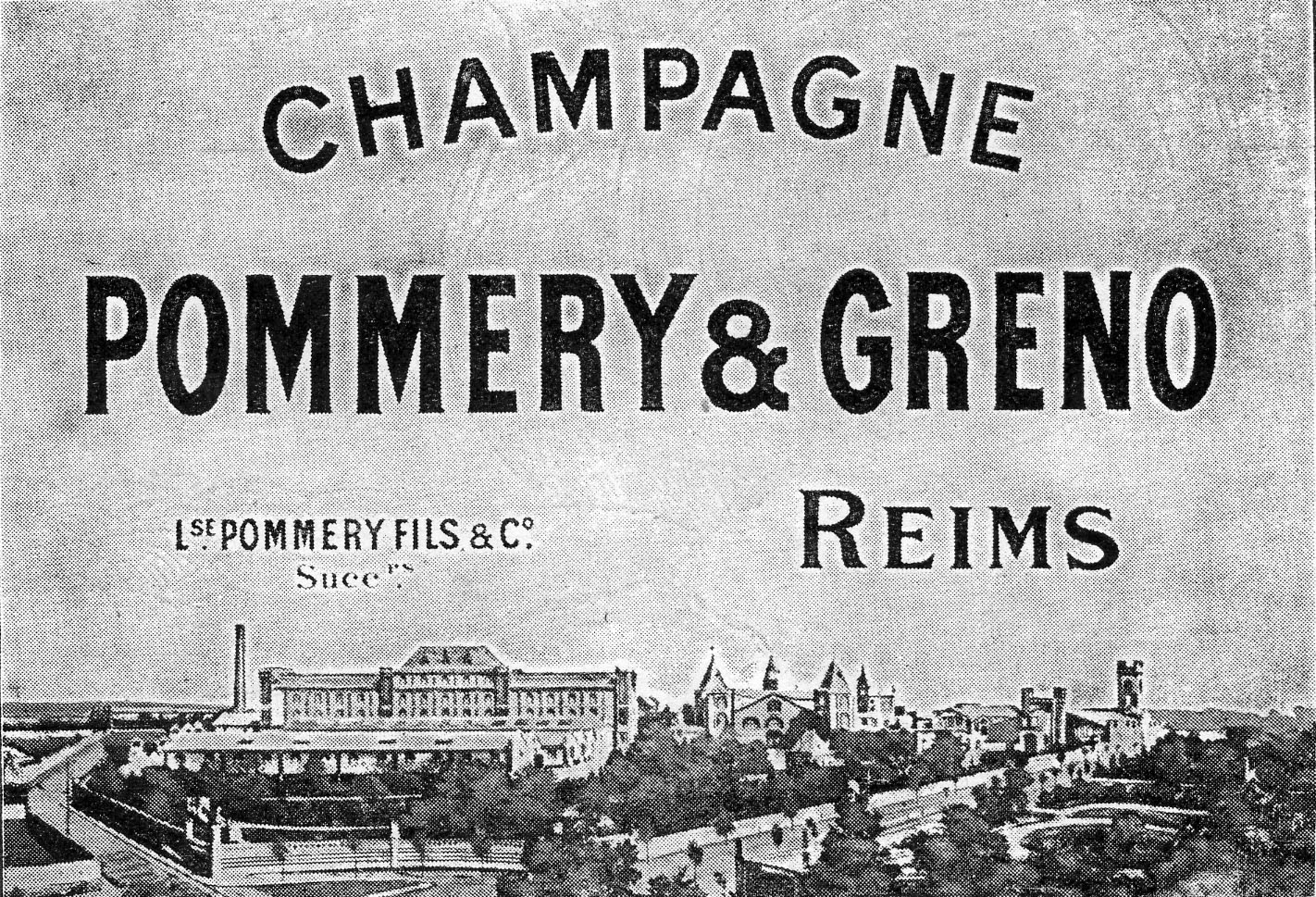
Publicidad de la casa Pommery & Greno en 1923.

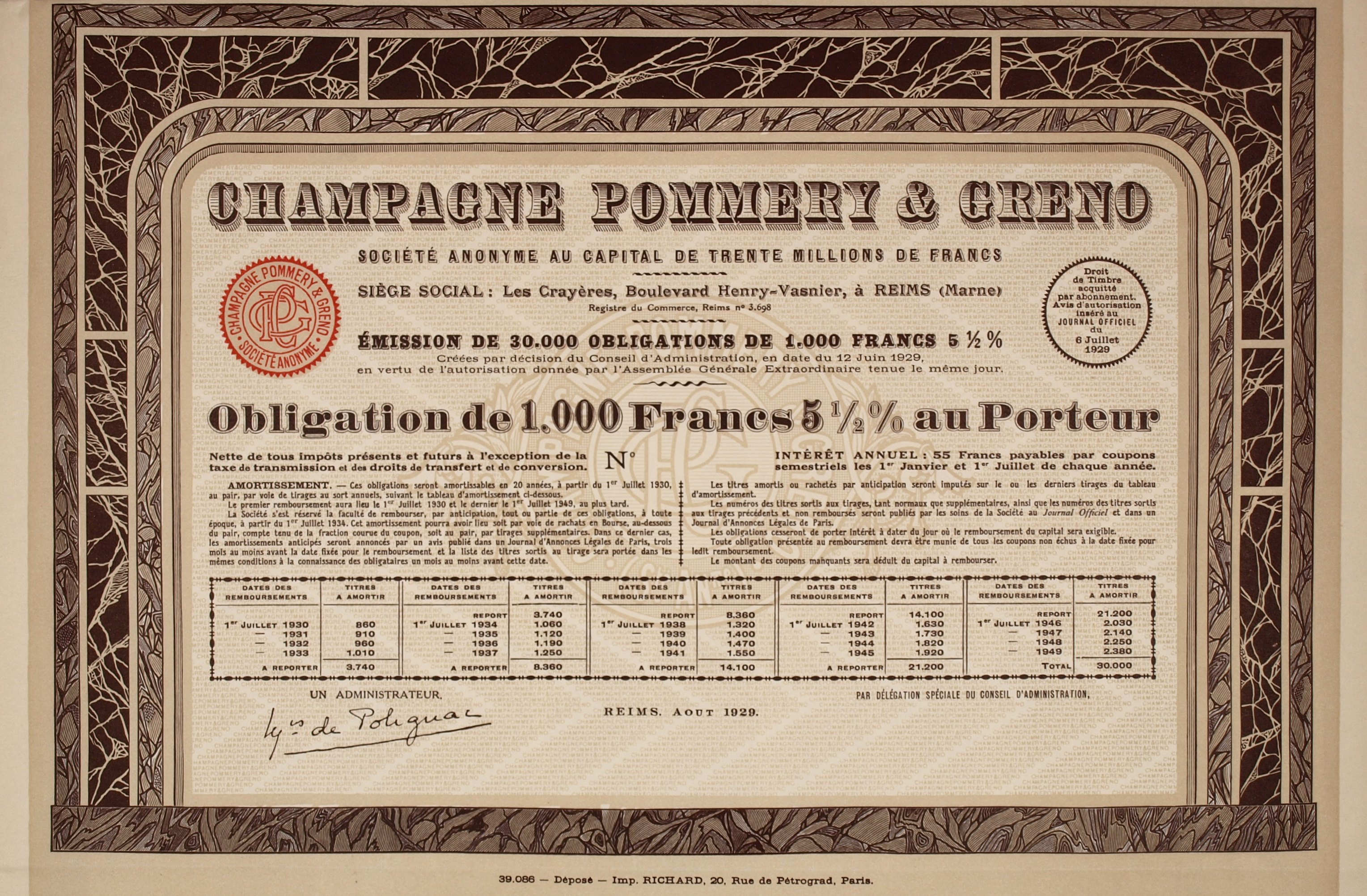
Obligación de Champagne Pommery & Greno S. TIENE. fechado en agosto de 1929.

En 1858, tras la muerte de Alexandre Louis, Madame Pommery (1819-1890), quien se casó a los 20 años, asumió el control total de la empresa. Fue asistida por Narcisse Greno hasta 1860. Amplió la producción a alrededor de dos millones de botellas al año y convirtió a la casa Pommery en una de las marcas de champán más grandes. Ante la estrechez de los locales en la calle Vauthier-le-Noir, Jeanne-Alexandrine Pommery adquirió, a partir de la década de 1860, cinco hectáreas de terreno en y bajo la colina Saint Nicaise. Gradualmente, la empresa compró más parcelas hasta formar un dominio de 65 hectáreas. La construcción del dominio Pommery se extendió desde 1869 hasta la década de 1910.
En 1866, la marca fue renombrada como Veuve Pommery & Fils debido a la entrada de su hijo, Louis Pommery, en la empresa.
Champagne Pommery fue la primera casa en comercializar un champagne brut en 1874.
Después del fallecimiento de la Señora viuda Pommery en 1890, su hijo Louis, el asociado Henry Vasnier y su hija Louise, marquesa de Polignac, tomaron las riendas.
En 1907, fallecen los dos administradores de la empresa, Louis Pommery y Henry Vasnier. Melchior de Polignac, el nieto de la viuda Pommery, los sucede. Después de la Gran Semana de Aviación de Champagne en 1909, el primer encuentro aéreo del mundo, se le ocurrió la idea de crear la Copa Pommery, una competición de aviación, para publicitar la marca.
En 1946, el conde Charles De Polignac y en 1951, el príncipe Guy De Polignac, presiden la SA Pommery & Greno. La empresa se introduce en la bolsa en 1968 y escapa de una adquisición por parte de Moët & Chandon. La familia de Polignac continuó dirigiendo la empresa hasta 1979. Más tarde, la casa pasa, entre otros, a manos de Xavier Gardinier, del grupo BSN, y del grupo LVMH, que la adquiere en 1991.

### ElsigloXXI
La marca Pommery es adquirida por el grupo Vranken Monopole en 2002, junto con unos treinta hectáreas de viñedos, una parte minoritaria del dominio de Pommery. El grupo cambia inmediatamente de nombre y pasa a llamarse Vranken-Pommery Monopole.

## Los encargados de la bodega
Desde los inicios de la casa, ha habido diez jefes de bodega que se han sucedido:
- Damas Olivier: de 1838 a 1872;
- Victor Lambert: de 1872 a 1892;
- Urbain Nourry: de 1892 a 1905;
- Henry Outin: de 1906 a 1929;
- Marius Poirier: de 1929 a 1950;
- Renaud Poirier: de 1950 a 1957;
- Paul Françot: de 1957 a 1971;
- Alain de Polignac: de 1971 a 1992;
- Thierry Gasco: de 1992 a 2017;
- Clément Pierlot: a partir de 2017.

## Los vinos
En honor a Jeanne Alexandrine Louise, la casa creó, a finales de los años 1970, una "Cuvée Louise".

## Domaine Pommery
Cada año, Pommery produce entre cinco y seis millones de botellas y atrae a unos 120,000 visitantes de todo el mundo a su magnífico dominio ubicado en el corazón de la ciudad de Reims. Es posible visitar las bodegas de champán, la exposición de arte contemporáneo instalada en las cuevas, así como la Villa Demoiselle, justo enfrente de la Casa de Champán Pommery en Reims.

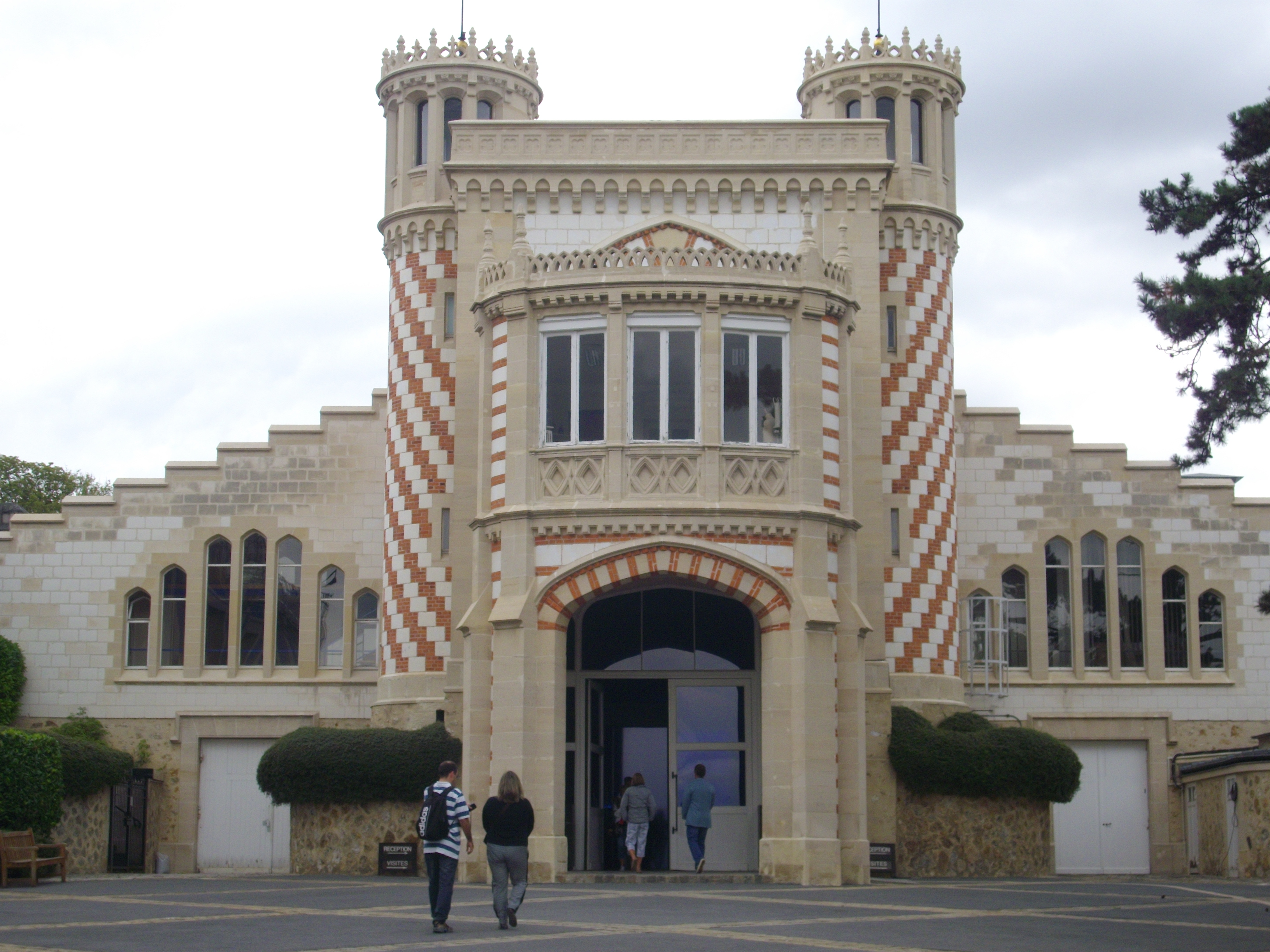
Entrada a las bodegas de Pommery
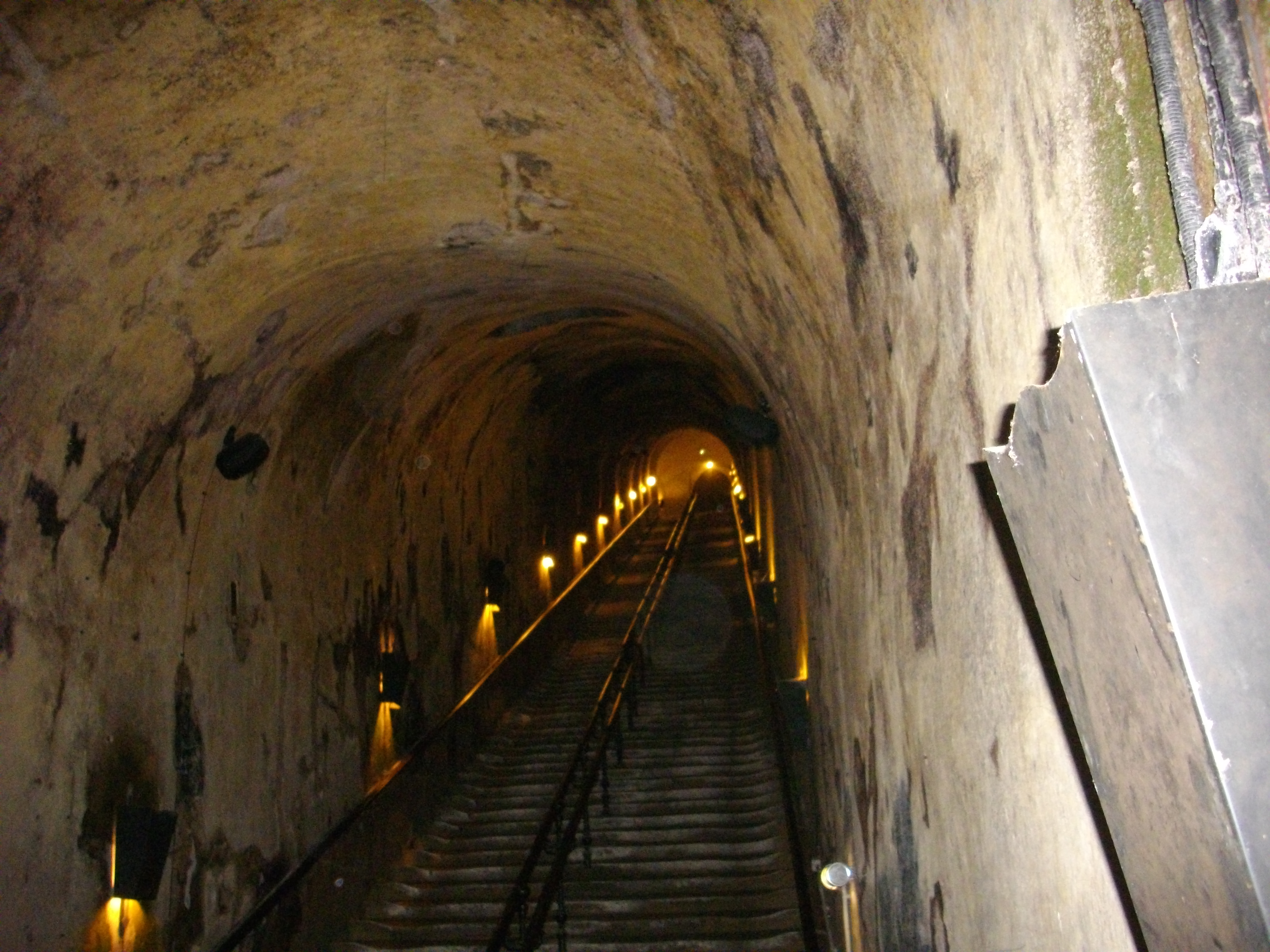
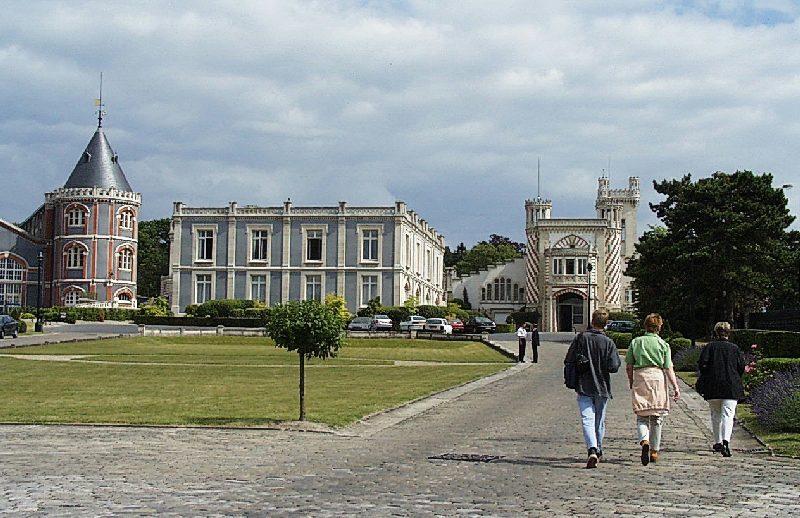
Domaine Pommery en Reims
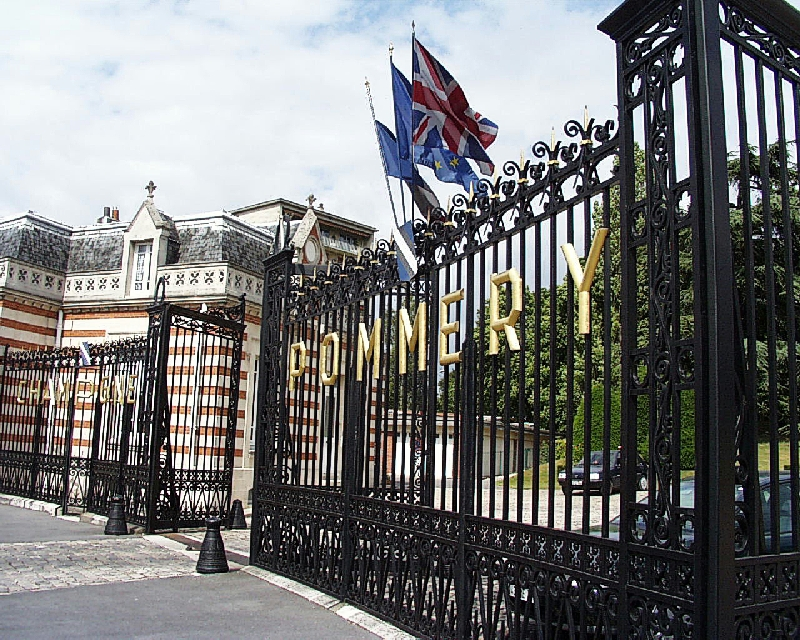
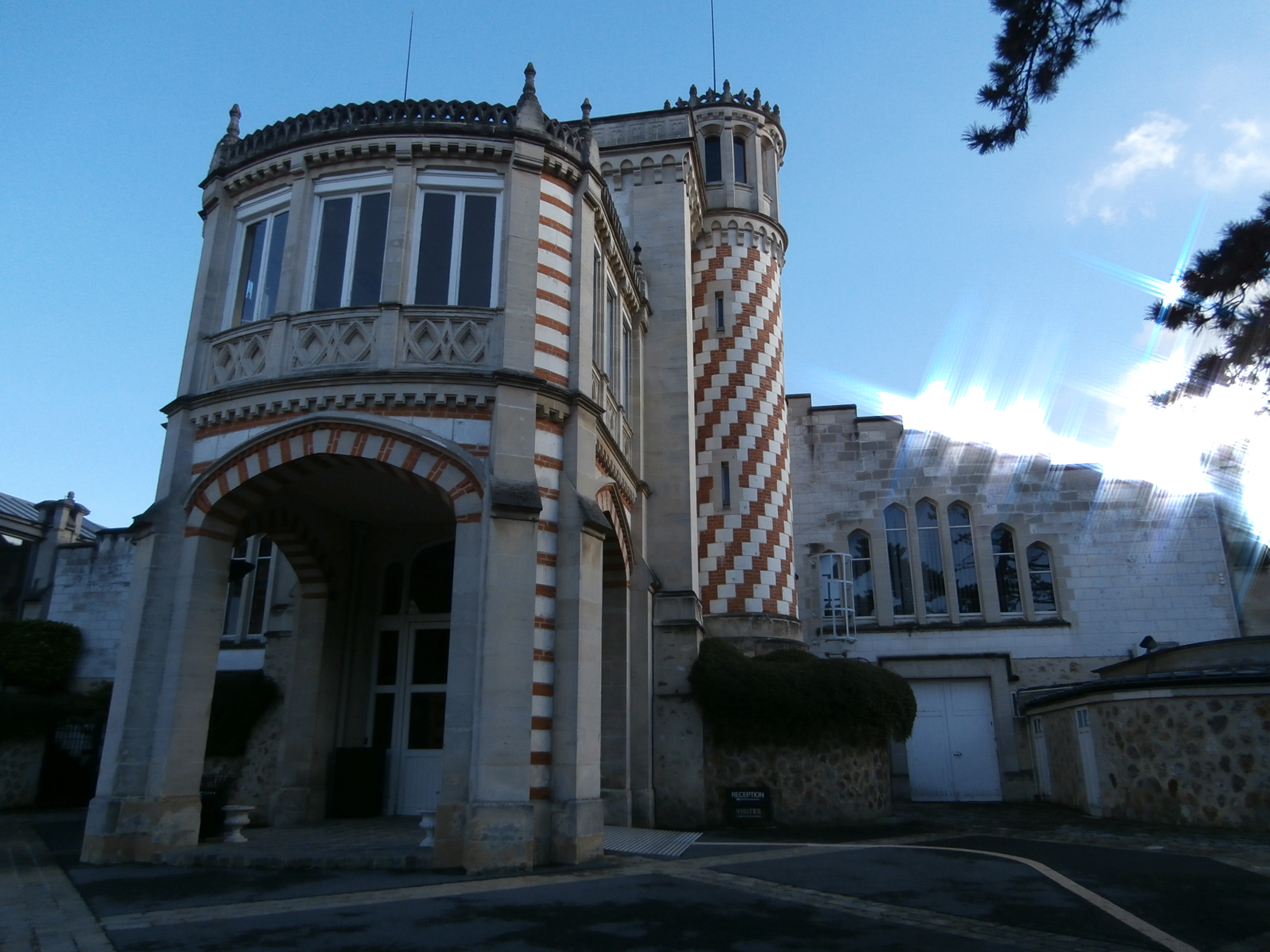
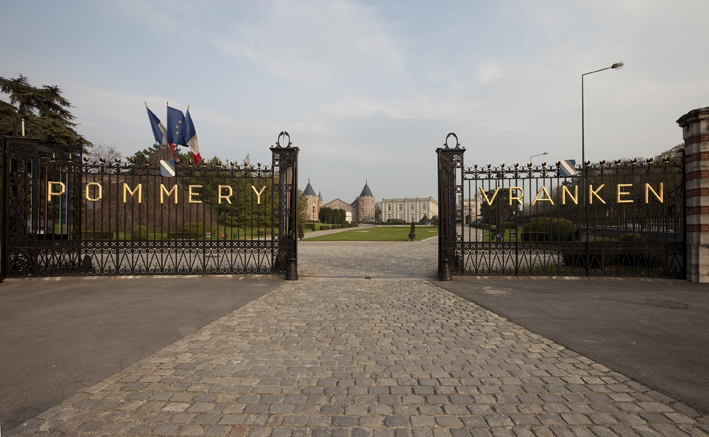
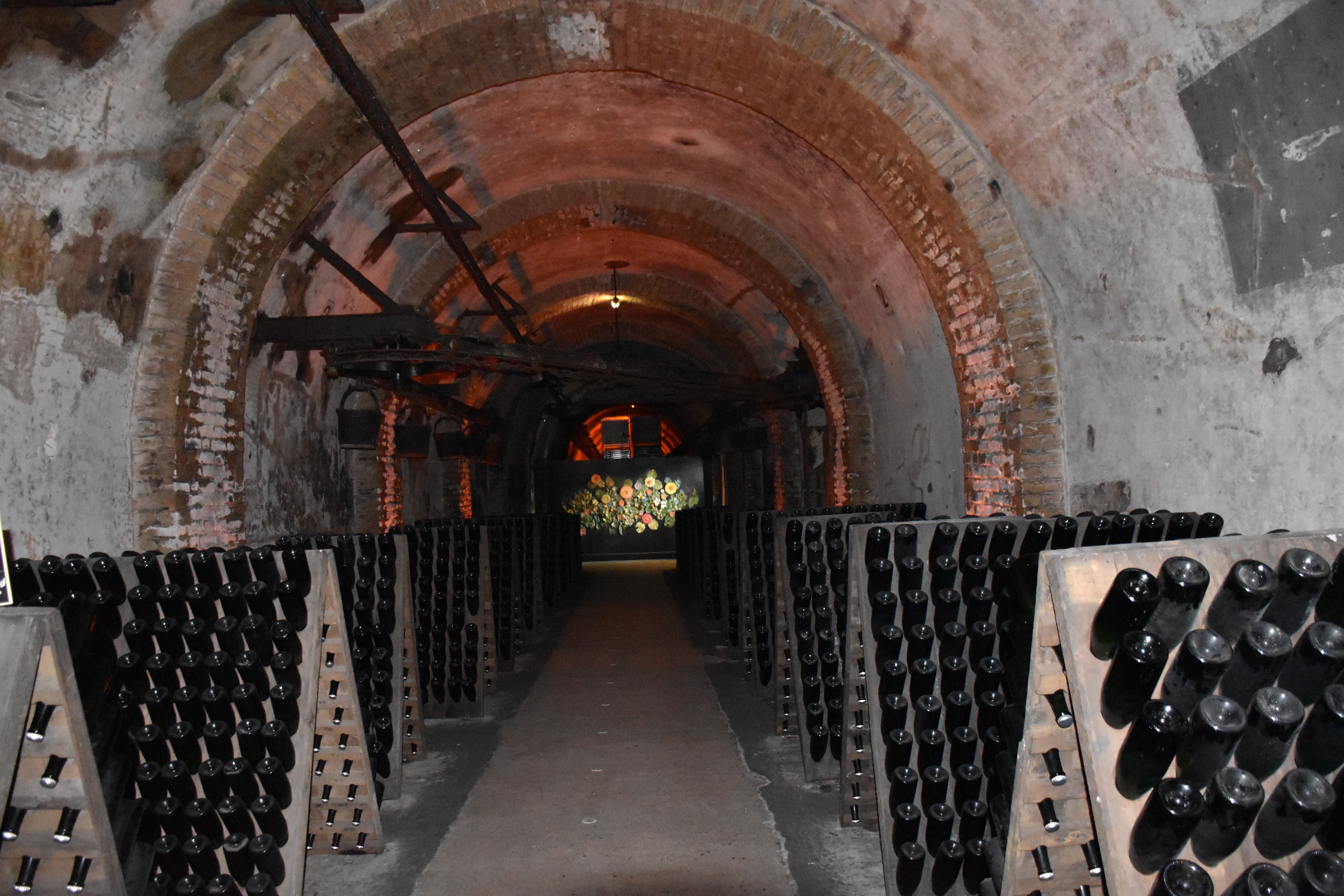
En las bougeas
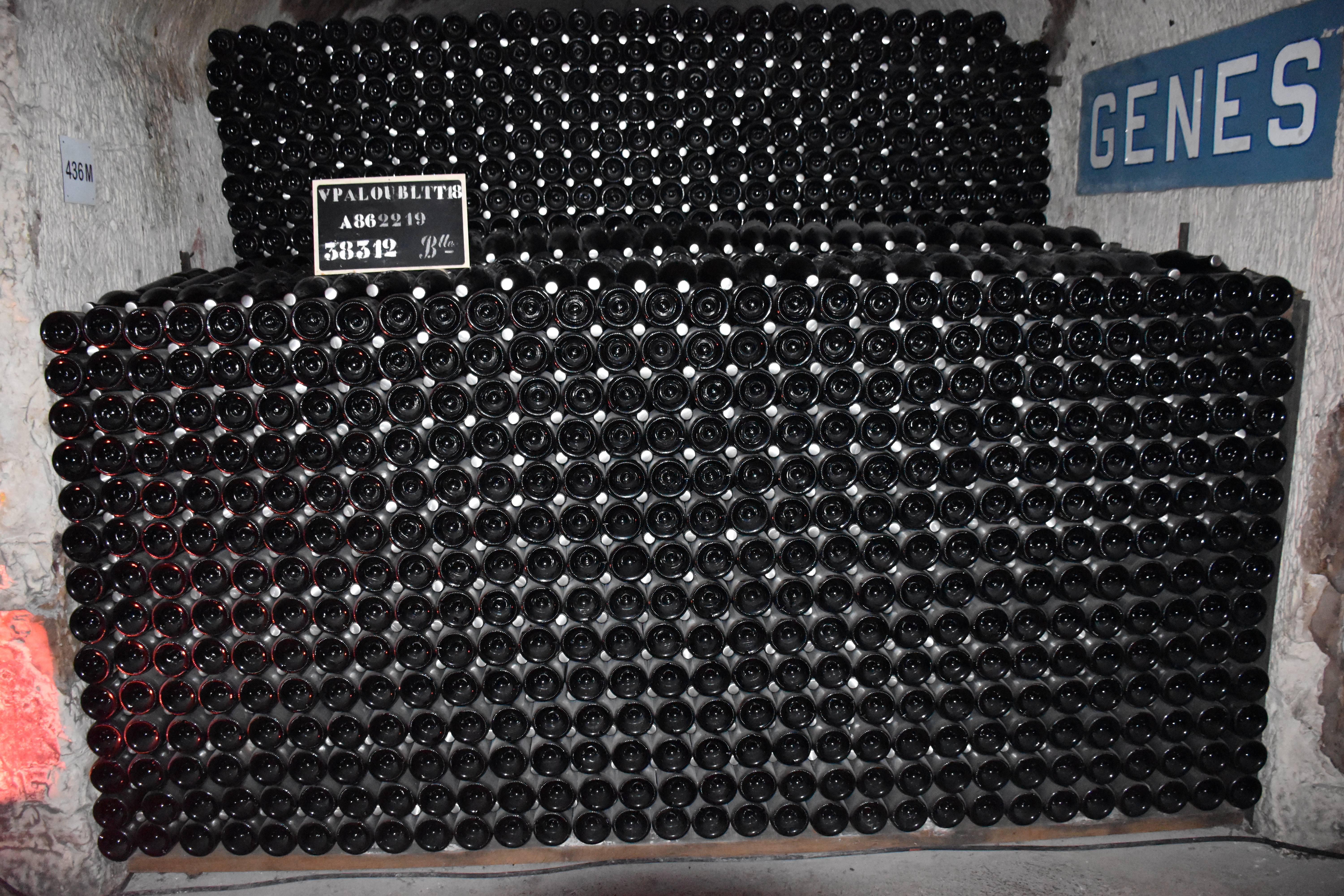
38.312 botellas...
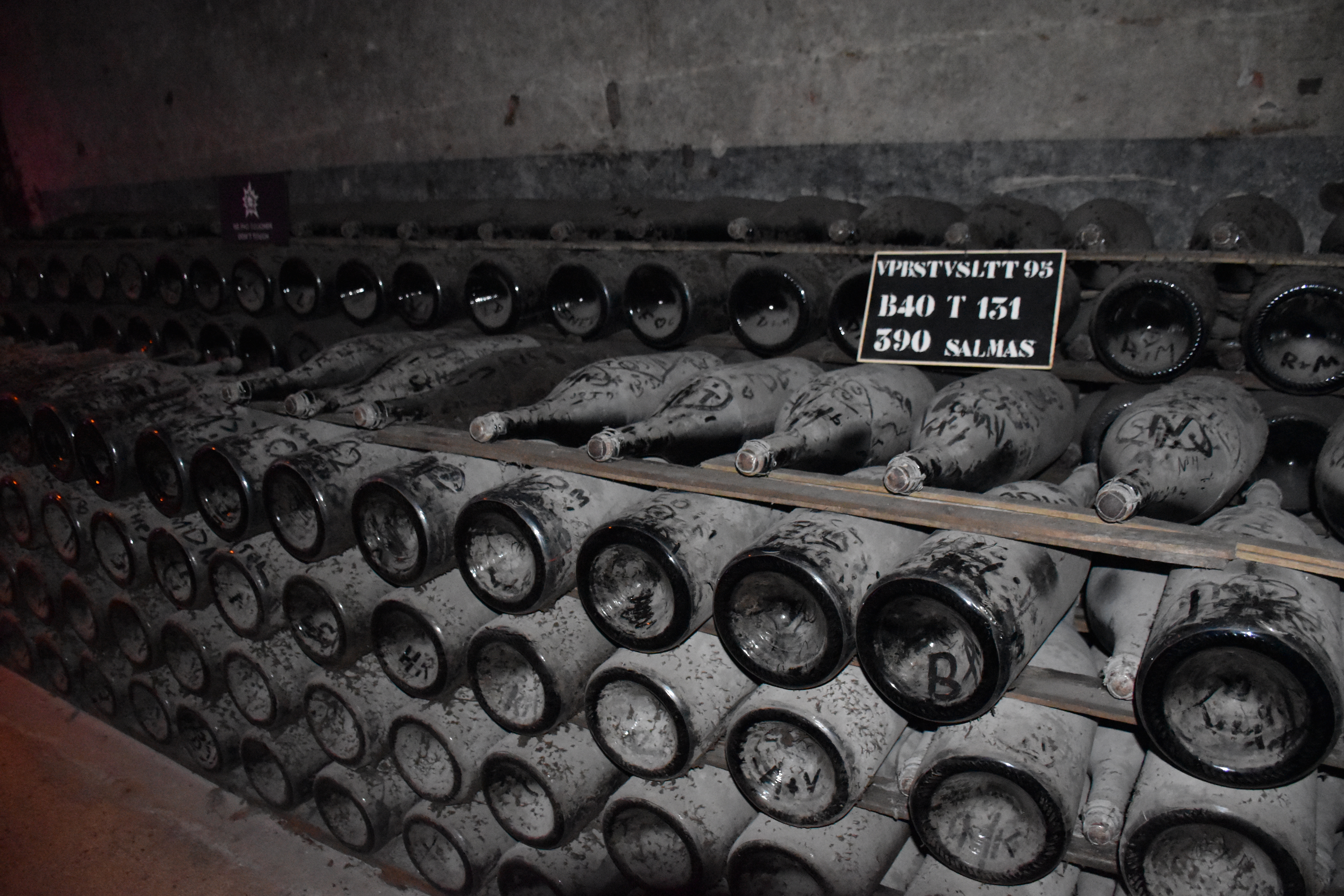
¡Por favor, no tocar!

## Artículas relationadas
- Champán (AOC)
- Viñedo de champán
- Vino espumoso
- Casa de champán
- comerciante de manipulación
- Copa Pommery